# UFC 142
UFC 142: Aldo vs. Mendes foi um evento de artes marciais mistas  organizado pela Ultimate Fighting Championship em  14 de janeiro de 2012 no HSBC Arena  no Rio de Janeiro, Brasil.  

## Background
Siyar Bahadurzada era esperado para enfrentar Erick Silva, porém foi forçado a se retirar. Foi substituído por Carlo Plater.
Rob Broughton era esperado para enfrentar Ednaldo Oliveira, porém foi forçado a se retirar. Foi substituído por Gabriel Gonzaga.
Paulo Thiago era esperado para enfrentar Mike Pyle, porém foi forçado a se retirar devido a uma lesão. Para seu lugar foi colocado Ricardo Funch.
Stanislav Nedkov estava marcado para enfrentar Fabio Maldonado no evento, mas problemas no passaporte forçaram Nedkov a se retirar da luta. O estreante Caio Magalhaes foi escolhido como substituto de Nedkov no final de Dezembro. Porém, Maldonado se machucou menos de uma semana antes da luta com Magalhães e a luta foi retirada do card.
Nas pesagens do UFC 142, Anthony Johnson falhou em atingir o peso categoria dos médios. Johnson apareceu com 11 libras acima do limite de 186 lbs, foi punido com a retirada de 20% da bolsa da luta e a luta aconteceu em peso combinado de 197 lbs. Porém, Belfort pediu que Johnson não pesasse mais do que 205 lbs no dia da luta. O UFC afirmou que, se Johnson passasse do limite de 205 lbs no dia da luta, a luta seria cancelada. Johnson pesou oficialmente 204.2 lbs no dia da luta e a luta ocorreu como planejado.

## Card Oficial
Nota 1 Defendeu o Cinturão Peso-Pena do UFC.

## Bônus
Os lutadores receberam um bônus de US$65.000.